# Arkoma
Arkoma é uma cidade  localizada no estado norte-americano de Oklahoma, no Condado de Le Flore.

## Demografia
Segundo o censo norte-americano de 2000, a sua população era de 2180 habitantes. 
Em 2006, foi estimada uma população de 2202, um aumento de 22 (1.0%).

## Geografia
De acordo com o United States Census Bureau tem uma área de 
9,3 km², dos quais 9,1 km² cobertos por terra e 0,2 km² cobertos por água.

## Localidades na vizinhança
O diagrama seguinte representa as localidades num raio de 16 km ao redor de Arkoma. 